# Jacob Storck
Jacob Storck ou Jacobus Storck (8 septembre 1641, Amsterdam - après 1692, Amsterdam) est un peintre néerlandais du siècle d'or. Il est connu pour ses peintures de paysages et de marines.

## Biographie

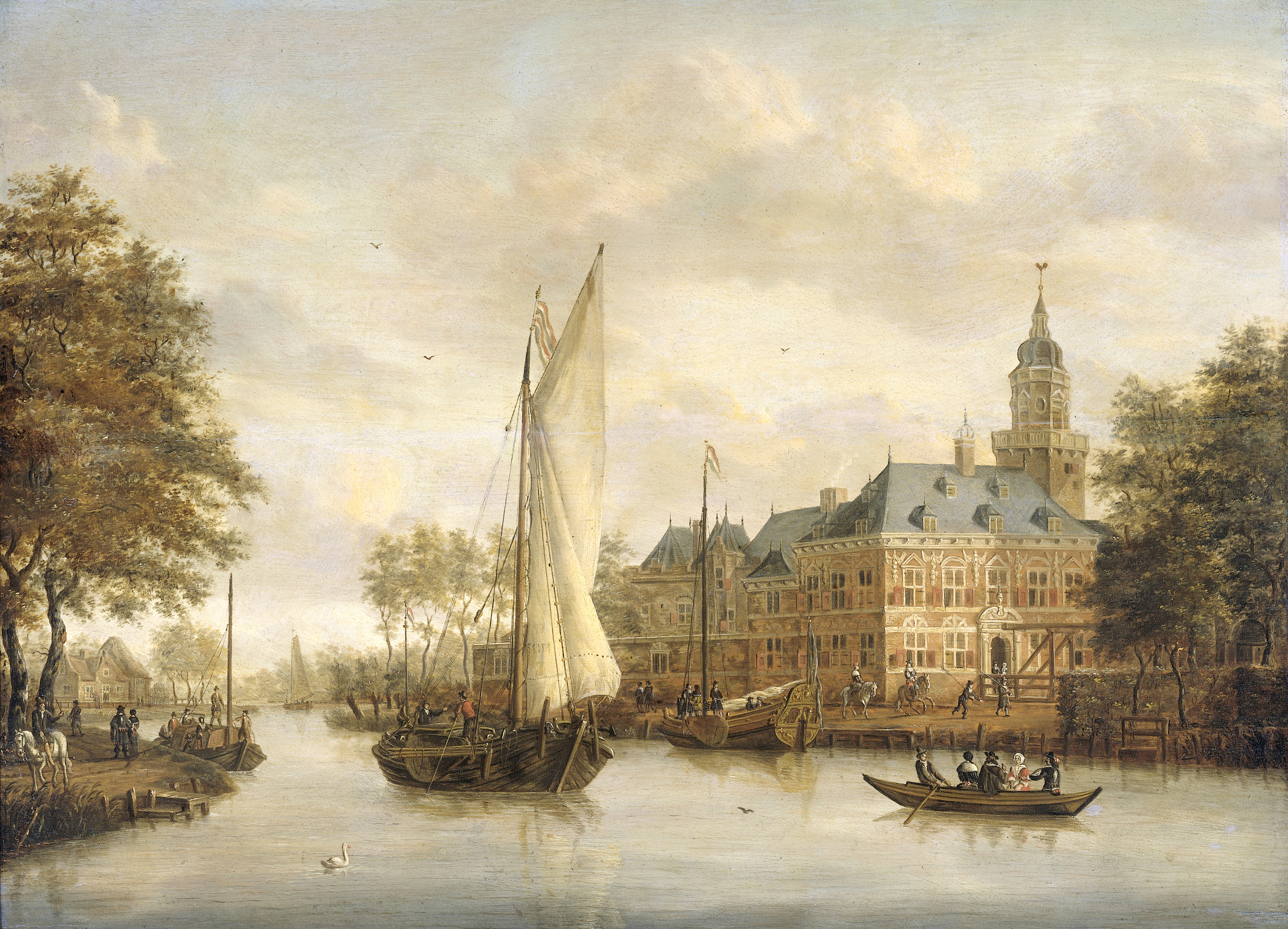
Château Nyenrode sur la Vecht à Breukelen

Jacob Storck est né le 8 septembre 1641 à Amsterdam aux Pays-Bas. Il est issu d'une famille d'artistes, il est le deuxième fils de Johannes Sturckenburch, le frère cadet du peintre Abraham Storck son ainé, et de Johannes Storck.

## Œuvres
- Le Château de Nijenrode sur le Vecht près de Breukelen[2], Rijksmuseum,  Amsterdam
- Port méditerranéen, vue d'une porte monumentale, Musée des Beaux-Arts de Bordeaux
- Château sur une rivière en Hollande (1660-1688), huile sur toile, 93 × 117 cm, Wallace Collection, Londres[3]